# Å.C. Danell
Åse Christian Danell, känd som Å.C. Danell, född 29 mars 1944 i Stockholm, är en svensk konstnär.
Danell har utbildat sig vid Konstfackskolan 1962-1964 och Kungliga Konsthögskolan 1964-69. Han har undervisat vid Konstfack och Konsthögskolan i Bergen. Under perioden 2001-2008 var Danell intendent vid Aguélimuseet i Sala. Hans konst finns representerad på bland annat Nationalmuseum och Statens porträttsamling på Gripsholms slott, Malmö museum, Västerås konstmuseum och vid Moderna museet[källa behövs] i Stockholm. Danell lever tillsammans med konstnärinnan Sonja Petterson. De har genomfört gemensamma utställningar och anlagt konstparken Tant Fridas stig i Heby.
Å.C. Danell bor sedan 1969 i Heby. Han är engagerad i Heby tegelbruksmuseum och har medverkat som berättare i flera informationsfilmer om tegeltillverkningens historia på orten, bland annat Heby. Tegel i historiens spegel.